# Cerithiopsis vinca
Cerithiopsis vinca là một loài ốc biển, động vật chân bụng trong họ Cerithiopsidae, được tìm thấy ở Vịnh Mexico. Nó được Olsson and Harbison mô tả năm 1953.

## mô tả
Chiều dài tối đa của vỏ ốc được ghi nhận là 5,4 mm.

## Môi trường sống
Độ sâu tối thiểu được ghi nhận là 0 m. Độ sâu tối đa được ghi nhận là 4 m.